# Peixe frito

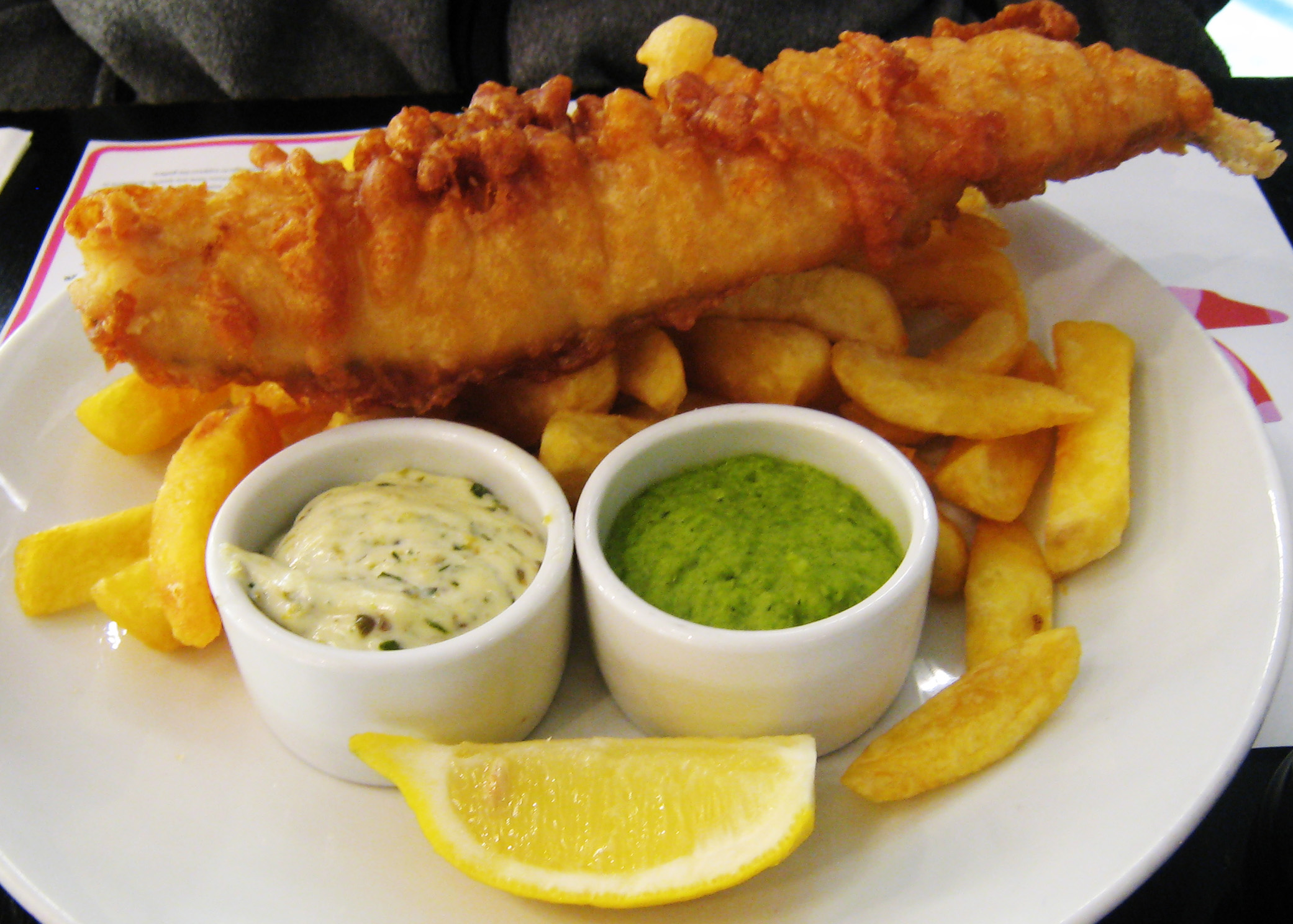
Prato tradicional inglês, o fish and chips (peixe e fritas) acompanhado de molhos e limão

Peixe frito é uma comida que consiste na fritura de qualquer tipo de peixe, normalmente com óleo ou azeite extra virgem, costuma vir acompanhada de fritas e, diversas opções de molho e limão. 
O prato está presente em cozinhas ao redor do globo, com variações regionais. Para muitos lugares, o peixe frito consiste em um alimento histórico como parte importante do patrimônio cultural imaterial. As receitas mais tradicionais, que foram além de suas cozinhas de origem para conquistarem restaurantes pelo mundo, foram o tempura e o inglês fish and chips (peixe e fritas), amplamente levado para as colônias inglesas durante o período do Império Britânico.
Os restaurantes fast food também vieram a adotar o peixe frito como opção no cardápio, como o McFish do McDonald's. Para além de apenas itens do menu, muitos restaurantes a la carte litorâneos oferecem diversas variações da comida.

## Pratos comuns

### Fish and chips
O fish and chips (em português: peixe e fritas) prato típico da culinária britânica consiste em um peixe frito, normalmente tilápia ou pescada, acompanhado de batatas fritas e algum molho, que varia dependendo da região onde é servido. Antigamente, a comida era vendida ao cliente embrulhada em folhas de jornal, mas apesar dos riscos sanitários e à saúde, muitas regiões do Reino Unido se mantém a essa tradição. A combinação se tornou a favorita em países colonizados pelos ingleses, como Canada, Nova Zelândia e Austrália.

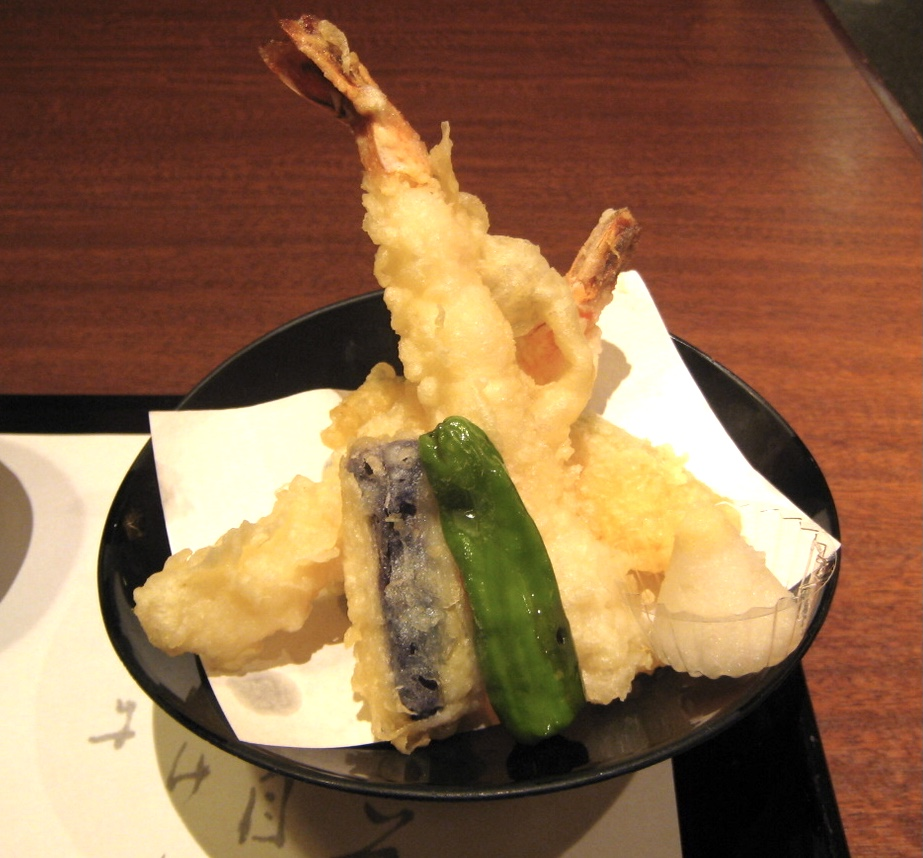
Popularmente conhecido como parte da cozinha japonesa, o tempura foi originalmente criado pelos jesuítas portugueses para fugir das restrições alimentícias impostas pela igreja no período da Quaresma.

### Tempura
O tempura apesar de ser popular no Japão, foi criado em Portugal e levado ao oriente por jesuítas portugueses em meados do século XVI, quando começou a se popularizar na ilha asiática. De acordo com costumes católicos, é proibido o consumo de carne vermelha durante a Quaresma e o prato passou a se tornar uma alternativa na dieta dos missionários. Contudo, apesar de ter sua origem na península ibérica, o alimento foi incorporado com o passar dos anos pela culinária japonesa ao serem gradativamente modificados de sua receita original, tornando-se de fato um prato oriental, composto de frutos do mar (peixe ou camarão) ou uma variedade de legumes fritos acompanhado de molho agridoce.

### Fish fry
A fish fry (em português: fritada de peixe) opção comum na região sul dos Estados Unidos, é servido para grupos de pessoas, como reuniões de família. A refeição é preparada com pedaços de peixe, que variam dependendo da região, em uma mistura de amido com ovos e temperos, fritos em grandes panelas. Após deixar escorrer o óleo, a carne é acompanhada de massas, ou com feijão guisado, salada de repolho, ou de batata.[carece de fontes?]

### Peixe frito com açaí
O peixe frito com açaí é um alimento tradicional da culinária da região norte do Brasil, foi eleito via votação popular como a receita que representa os 400 anos do município de Belém (capital do estado do Pará), em enquente do site jornalístico G1 do Grupo Globo junto com a [[emissora de televisão] de televisão brasileira Rede Liberal, da qual também disputaram como concorrente as seguintes receitas: o filhote com jambú; a maniçoba; o tacacá, e; o pato no tucupi. Apesar de parecer uma mistura inusitada essa combinação é bastante nutritiva e saborosa, pois não leva adicionais calóricos (como por exemplo o xarope de guaraná); além do açaí tem baixo valor calórico e ser fonte de vitaminas, fibras e minerais como ferro e zinco, o peixe é rico em proteínas, vitaminas e ácido graxo ômega 3.